# Sociedad Gimnástica Limonense
El Sociedad Gimnástica Limonense fue un club de fútbol de Costa Rica de la provincia de Limón que participó en el primer partido de la Primera División de Costa Rica en el año 1921 como juego inaugural. Desapareció a los inicios de 1930.

## Historia
El club Sociedad Gimnástica Limonense fue parte de ser el primer equipo caribeño de la provincia de Limón en disputar el primer juego inaugural de la Primera División de Costa Rica, en ese entonces se dio el 3 de julio de 1921 contra Club Sport La Libertad en la provincia de San José, el partido se disputaba de 70 minutos, el conjunto limonense perdió 1-0 ante Club Sport La Libertad.
El 17 de julio de 1921, tuvo su primer partido de local contra Sociedad Gimnástica Española de San José, el encuentro finalizó con victoria caribeña 2-1.
Finalizado el Campeonato de Costa Rica del año 1921, el conjunto limonense sumó 12 partidos, con 4 victorias y 8 derrotas, 15 goles anotados y 23 recibidos para 8 puntos en la posición del sexto lugar. 
Para el año siguiente el club no se inscribió en la Primera División, siendo el torneo de 1921, el único que la Sociedad Gimnástica Limonense jugaría en la división mayor. El conjunto caribeño pasó a jugar partidos amistosos. 
El club fue parte de ser los equipos fundadores de la Liga Nacional de Fútbol (Federación Costarricense de Fútbol) en el año 1921.

## Jugadores
| - Juan Gobán - Pedro “Gallego” Quirce - Ricardo "Poeta" Bermúdez - Leopoldo Greenwood - Carlos Alfaro - Rafael Cerdas - Otillo Vaglio - Rafael Jovel - José Luis Campos | - Juan Zúñiga - Fernando Streber - Clifford Wilson - Rándal Ferris - Ernesto Gómez - Antonio Jalet - Evaristo Solera - Atilio Albertazzi - Breddy |